# Llista de monuments de la Roca del Vallès
Llista de monuments de la Roca del Vallès inclosos en l'Inventari del Patrimoni Arquitectònic Català per al municipi de la Roca del Vallès (Vallès Oriental). Inclou els inscrits en el Registre de Béns Culturals d'Interès Nacional (BCIN) amb la classificació de monuments històrics i els Béns Culturals d'Interès Local (BCIL) de caràcter arquitectònic.
| Monument                                                            | Protecció    | Estil/època                               | Localització                                                       | Coordenades                                            | Codi?         | Imatge |
| ------------------------------------------------------------------- | ------------ | ----------------------------------------- | ------------------------------------------------------------------ | ------------------------------------------------------ | ------------- | --- |
| Castell de la Roca                                                  | BCIN 1376-MH | Gòtic Medieval, XX                        | La Roca del Vallès Turó del Castell                                | 41° 35′ 29″ N, 2° 19′ 41″ E / 41.591486°N,2.328185°E   | RI-51-0005616 | Castell de la Roca (la Roca del Vallès) · Vegeu més fotos d'aquest monument · Carregueu una nova foto d'aquest monument                               |
| Castell de Bell-lloc                                                | BCIN 1377-MH | Romànic                                   | La Roca del Vallès Barri de Bell-lloc                              | 41° 37′ 33″ N, 2° 20′ 07″ E / 41.625938°N,2.335325°E   | RI-51-0005617 | Castell de Bell-lloc (la Roca del Vallès) · Vegeu més fotos d'aquest monument · Carregueu una nova foto d'aquest monument                             |
| Casal de Vilalba                                                    | BCIN 1378-MH | Historicisme XII, XIX                     | La Roca del Vallès Ctra. BV-5105 a Cardedeu, km 4,5                | 41° 37′ 51″ N, 2° 20′ 58″ E / 41.630708°N,2.349447°E   | RI-51-0005618 | Casal de Vilalba (la Roca del Vallès) · Vegeu més fotos d'aquest monument · Carregueu una nova foto d'aquest monument                                 |
| Torre de Sant Miquel                                                | BCIN 3974-MH | Obra popular Medieval                     | La Roca del Vallès Ctra. BV-1415c de Mataró a Granollers           | 41° 34′ 57″ N, 2° 21′ 12″ E / 41.582536°N,2.353428°E   | IPA-36697     | Carregueu una nova foto d'aquest monument |
| Escut de Can Messeguer                                              | BCIN 4112-MH | Obra popular                              | La Roca del Vallès Barri de Bell-lloc                              | 41° 36′ 40″ N, 2° 20′ 53″ E / 41.61123°N,2.34802°E     | dp            | Carregueu una nova foto d'aquest monument |
| Ajuntament de la Roca del Vallès, Can Sol                           |              | Noucentisme Lluís Planas Calvet XX (1920) | La Roca del Vallès C. Catalunya, 24                                | 41° 35′ 15″ N, 2° 19′ 32″ E / 41.58743°N,2.32542°E     | IPA-29262     | Ajuntament de la Roca del Vallès · Vegeu més fotos d'aquest monument · Carregueu una nova foto d'aquest monument                                      |
| Església parroquial de Sant Sadurní                                 | BCIL 2013    | Gòtic tardà XVI                           | La Roca del Vallès C. Església, 2                                  | 41° 35′ 25″ N, 2° 19′ 34″ E / 41.59016°N,2.32611°E     | IPA-29263     | Església parroquial de Sant Sadurní (la Roca del Vallès) · Vegeu més fotos d'aquest monument · Carregueu una nova foto d'aquest monument              |
| Caixa de Pensions, Can Torrents                                     |              | Noucentisme XX                            | La Roca del Vallès C. d'Anselm Clavé, 44                           | 41° 35′ 16″ N, 2° 19′ 35″ E / 41.58789°N,2.32632°E     | IPA-29267     | Carregueu una nova foto d'aquest monument |
| Can Gol                                                             |              | Obra popular, Renaixement XVI, XVIII      | La Roca del Vallès Ctra. BV-5001 a Vilanova                        | 41° 34′ 05″ N, 2° 18′ 59″ E / 41.56808°N,2.31639°E     | IPA-29269     | Can Gol (la Roca del Vallès) · Vegeu més fotos d'aquest monument · Carregueu una nova foto d'aquest monument                                          |
| Ca n'Eres Vell                                                      |              | Obra popular XVIII                        | La Roca del Vallès i Cardedeu. Bell-lloc                           | 41° 37′ 26″ N, 2° 20′ 44″ E / 41.62387°N,2.34551°E     | IPA-29273     | Carregueu una nova foto d'aquest monument |
| Can Puig                                                            |              | Gòtic tardà XV                            | La Roca del Vallès Bell-lloc                                       | 41° 37′ 36″ N, 2° 20′ 39″ E / 41.62665°N,2.34417°E     | IPA-29274     | Carregueu una nova foto d'aquest monument |
| Casa al carrer de l'Església, 13-15                                 |              | Gòtic tardà, obra popular XVI             | La Roca del Vallès C. de l'Església, 13-15                         | 41° 35′ 25″ N, 2° 19′ 33″ E / 41.590383°N,2.325833°E   | IPA-29275     | Casa al carrer de l'Església, 13-15 (la Roca del Vallès) · Vegeu més fotos d'aquest monument · Carregueu una nova foto d'aquest monument              |
| Can Roc                                                             | BCIL 2013    | Gòtic tardà XVI                           | La Roca del Vallès C. de l'Església, 9                             | 41° 35′ 25″ N, 2° 19′ 32″ E / 41.5903278°N,2.3256518°E | IPA-29276     | Can Roc (la Roca del Vallès) · Vegeu més fotos d'aquest monument · Carregueu una nova foto d'aquest monument                                          |
| Jardí de Vilalba                                                    |              | Historicisme XIX                          | La Roca del Vallès Ctra. BV-5105                                   | 41° 37′ 52″ N, 2° 20′ 59″ E / 41.63098°N,2.3497°E      | IPA-29278     | Carregueu una nova foto d'aquest monument |
| Capella de Sant Bartomeu de Cabanyes                                |              | Romànic XI, XIII                          | La Roca del Vallès Coll de Sant Bartomeu tocant a Òrrius           | 41° 33′ 45″ N, 2° 20′ 35″ E / 41.56242°N,2.34317°E     | IPA-29279     | Capella de Sant Bartomeu de Cabanyes (la Roca del Vallès) · Vegeu més fotos d'aquest monument · Carregueu una nova foto d'aquest monument             |
| Església parroquial de Santa Agnès de Malanyanes                    | BCIL 2013    | Romànic, gòtic XIII                       | La Roca del Vallès Veïnat de l'Església, Santa Agnès de Malanyanes | 41° 36′ 18″ N, 2° 21′ 16″ E / 41.60497°N,2.35445°E     | IPA-29281     | Església parroquial de Santa Agnès de Malanyanes (la Roca del Vallès) · Vegeu més fotos d'aquest monument · Carregueu una nova foto d'aquest monument |
| Capella de Santa Maria de Malanyanes                                | BCIL 2013    | Romànic XIII                              | La Roca del Vallès Santa Agnès de Malanyanes                       | 41° 35′ 37″ N, 2° 21′ 21″ E / 41.59349°N,2.35592°E     | IPA-29284     | Capella de Santa Maria de Malanyanes (la Roca del Vallès) · Vegeu més fotos d'aquest monument · Carregueu una nova foto d'aquest monument             |
| Torre de Santa Agnès, Mas de la Torre, Can Bruniquer, Torre del Far | BCIL 2013    | Obra popular XIII                         | La Roca del Vallès C. Jaume Cuyàs, 53, Santa Agnès de Malanyanes   | 41° 36′ 23″ N, 2° 21′ 15″ E / 41.60633°N,2.35407°E     | IPA-29285     | Torre de Santa Agnès (la Roca del Vallès) · Vegeu més fotos d'aquest monument · Carregueu una nova foto d'aquest monument                             |
| Can Messeguer                                                       |              | Obra popular XVIII-XIX                    | La Roca del Vallès Barri de Bell-lloc                              | 41° 36′ 40″ N, 2° 20′ 53″ E / 41.61123°N,2.34802°E     | IPA-39675     | Carregueu una nova foto d'aquest monument |
| Ca l'Argent                                                         | BCIL 2013    | Obra popular XVII-XVIII                   | La Roca del Vallès Ctra. BV-5106, km 2                             | 41° 34′ 20″ N, 2° 20′ 12″ E / 41.57226°N,2.33678°E     | IPA-42800     | Carregueu una nova foto d'aquest monument |
| Can Companys de Baix                                                | BCIL 2013    | Obra popular XVII-XIX                     | La Roca del Vallès Ctra. C-1415c, km 13                            | 41° 35′ 06″ N, 2° 20′ 57″ E / 41.58488°N,2.34915°E     | IPA-42801     | Can Companys de Baix (la Roca del Vallès) · Vegeu més fotos d'aquest monument · Carregueu una nova foto d'aquest monument                             |
| Can Grau                                                            | BCIL 2013    | XVII                                      | La Roca del Vallès Ctra. de Vallderiolf BV-5159                    | 41° 35′ 43″ N, 2° 17′ 59″ E / 41.59536°N,2.29976°E     | IPA-42802     | Can Grau (la Roca del Vallès) · Vegeu més fotos d'aquest monument · Carregueu una nova foto d'aquest monument                                         |
| Can Planes de la Muntanya                                           | BCIL 2013    | Obra popular XVII-XVIII                   | La Roca del Vallès Els Maiols                                      | 41° 35′ 03″ N, 2° 20′ 16″ E / 41.584283°N,2.337817°E   | IPA-42804     | Can Planes de la Muntanya (la Roca del Vallès) · Vegeu més fotos d'aquest monument · Carregueu una nova foto d'aquest monument                        |
| Can Prat Vell                                                       | BCIL 2013    | Obra popular XVIII                        | La Roca del Vallès Ctra. de Vallderiolf BV-5159, km 1              | 41° 35′ 05″ N, 2° 18′ 11″ E / 41.58467°N,2.30306°E     | IPA-42806     | Carregueu una nova foto d'aquest monument |
| Can Quana                                                           | BCIL 2013    | Obra popular XIX                          | La Roca del Vallès Barri les Valls                                 | 41° 35′ 35″ N, 2° 19′ 24″ E / 41.59293°N,2.32324°E     | IPA-42807     | Carregueu una nova foto d'aquest monument |
| Can Soler de Reixac                                                 | BCIL 2013    | Obra popular                              | La Roca del Vallès Ctra. a Òrrius BV-5106                          | 41° 34′ 38″ N, 2° 19′ 41″ E / 41.57710°N,2.32799°E     | IPA-42809     | Carregueu una nova foto d'aquest monument |
| Molí de la Roca                                                     | BCIL 2013    | Obra popular XIX-XX                       | La Roca del Vallès C. Anselm Clavé, 9                              | 41° 35′ 20″ N, 2° 19′ 31″ E / 41.588903°N,2.3251827°E  | IPA-42811     | Molí de la Roca (la Roca del Vallès) · Vegeu més fotos d'aquest monument · Carregueu una nova foto d'aquest monument                                  |